# Lispe patellitarsis
Lispe patellitarsis är en tvåvingeart som först beskrevs av Becker 1914.  Lispe patellitarsis ingår i släktet Lispe och familjen husflugor.
Artens utbredningsområde är Taiwan. Inga underarter finns listade i Catalogue of Life.